# The Very Best of Brother Beyond
The Very Best of Brother Beyond è una compilation della boy band pop britannica dei Brother Beyond, pubblicata nel 2005, dall'etichetta EMI, per la serie «Gold», che contiene tutti i più grandi successi del gruppo, oltre ai successi minori, incluso l'ultimissimo singolo, il successo USA "The Girl I Used to Know" (finora mai comparsa su nessun loro album), e comprende inoltre cinque versioni 12" praticamente introvabili: "The Harder I Try", "Drive On", "Be My Twin", "Can You Keep a Secret?" e "He Ain't No Competition". La raccolta, uscita a 15 anni di distanza dall'ultimo singolo dei Brother Beyond, contiene in tutto 17 brani. Oltre alle citate 5 versioni 12", l'album comprende infatti tutti gli 11 singoli pubblicati dalla band, tra il 1986 e il 1991, e 1 lato B (del 1986). La compilation include i loro unici 2 Top 10 ("The Harder I Try" e "He Ain't No Competition", entrambi prodotti dal trio inglese Stock, Aitken & Waterman); 1 Top 20 ("Be My Twin"); 1 Top 30 (il remix di "Can You Keep a Secret?"; la versione originale, qui omessa, non è andata oltre il Top 60, invece); 1 Top 40 ("Drive On"); 2 Top 50 ("When Will I See You Again?" e "The Girl I Used to Know"); 2 Top 60 ("Chain-Gang Smile", la title track del secondo album "Trust"); e 1 Top 75 ("How Many Times"). Il greatest hits comprende anche il primissimo singolo della band, "I Should Have Lied", l'unico a non essere mai riuscito ad entrare nella UK Top 75. Quanto al lato B, si tratta della versione originale del popolare brano intitolato "Act for Love", già inserito, nella sola versione extended, in entrambe le edizioni in CD di Get Even.

## Tracce
1. The Harder I Try
2. He Ain't No Competition
3. Be My Twin
4. Can You Keep A Secret (Remix)
5. How Many Times
6. Chain-Gang Smile
7. Drive On (7" version)
8. When Will I See You Again?
9. Trust
10. The Girl I Used to Know
11. I Should Have Lied
12. Act for Love
13. The Harder I Try (12" Version)
14. Drive On (Apple Mix)
15. Be My Twin (12" Version)
16. Can You Keep A Secret ('89 Extended Remix)
17. He Ain't No Competition (12" Version)

## Formazione
- Nathan Moore - voce
- David White - chitarra
- Carl Fysh - tastiere
- Eg White, Steve Alexander - batteria